# Lesbates
Lesbates – rodzaj chrząszczy z rodziny kózkowatych i podrodziny zgrzypikowych.

## Zasięg występowania
Przedstawiciele tego rodzaju występują w Ameryce Południowej od Wenezueli na północy po Paragwaj na południu.

## Systematyka
Do Lesbates należy 6 gatunków:
- Lesbates acromii
- Lesbates axillaris
- Lesbates carissima
- Lesbates caviunas
- Lesbates chavesi
- Lesbates milleri